# Robert-Espagne
Robert-Espagne – miejscowość i gmina we Francji, w regionie Grand Est, w departamencie Moza.
Według danych na rok 1990 gminę zamieszkiwało 809 osób, a gęstość zaludnienia wynosiła 110 osób/km² (wśród 2335 gmin Lotaryngii Robert-Espagne plasuje się na 433. miejscu pod względem liczby ludności, natomiast pod względem powierzchni na miejscu 803.).